# Cestonia deserticola
Cestonia deserticola är en tvåvingeart som beskrevs av Richter 2006. Cestonia deserticola ingår i släktet Cestonia och familjen parasitflugor.
Artens utbredningsområde är Turkmenistan. Inga underarter finns listade i Catalogue of Life.